# Паралімпійський чемпіонат Європи з легкої атлетики
Паралімпійський чемпіонат Європи з легкої атлетики (European Para Athletics Championships), до 2018 року Чемпіонат Європи з легкої атлетики IPC — континентальні змагання з параатлетики під керівництвом Міжнародного паралімпійського комітету. У змаганнях беруть участь спортсмени з обмеженими фізичними можливостями, а також існує спеціальна категорія для спортсменів з вадами розумового розвитку. Перший Паралімпійський чемпіонат Європи з легкої атлетики IPC відбувся в Ассені (Нідерланди) у 2003 році як відкритий чемпіонат.. У 2005 році відбувся другий відкритий чемпіонат, але подія була заморожена в 2005 році, і повернулася в 2012 році.

## Чемпіонати
| №                                           | Рік      | Місто      | Країна          | Дата           | Місце проведення                    | К-сть дисциплін | К-сть спорстменів | Найкраща нація  |
| ------------------------------------------- | -------- | ---------- | --------------- | -------------- | ----------------------------------- | --------------- | ----------------- | --------------- |
| IPC Athletics European Championships        |          |            |                 |                |                                     |                 |                   |                 |
| 1                                           | 2003 ()  | Ассен      | Нідерланди      | 15 – 21 червня | Спортивний парк Stadsbroek          | 215             | 700               | Німеччина       |
| 2                                           | 2005 ()  | Еспоо      | Фінляндія       | 22 – 27 серпня | Стадіон Леппявара                   | +150            | 750               | Велика Британія |
| 3                                           | 2012 ()  | Стадсканал | Нідерланди      | 24 – 28 червня | Стадіон Стадсканал                  | 144             | 550               | Росія           |
| 4                                           | 2014 ()  | Свонсі     | Велика Британія | 18 – 23 серпня | Стадіон університету Свонсі         | 193             | 550               | Росія           |
| 5                                           | 2016 ( ) | Гроссето   | Італія          | 10 – 16 червня | Стадіо Олімпіко Карло Зеккіні       | 171             | 700               | Росія           |
| World Para Athletics European Championships |          |            |                 |                |                                     |                 |                   |                 |
| 6                                           | 2018 ()  | Берлін     | Німеччина       | 20 – 26 серпня | Фрідріх-Людвіг-Ян-Спортпарк         | 182             | 600               | Польща          |
| 7                                           | 2021 ()  | Бидгощ     | Польща          | 1 – 5 червня   | Стадіон імені Здзіслава Кшишков'яка | 157             | 670               | Росія           |

## Медальний залік
Станом на 2021 рік.
| Місце               | Країна               | Золото | Срібло | Бронза | Загалом |
| ------------------- | -------------------- | ------ | ------ | ------ | ------- |
| 1                   | Росія                | 171    | 154    | 103    | 428     |
| 2                   | Велика Британія      | 115    | 84     | 98     | 297     |
| 3                   | Польща               | 104    | 95     | 91     | 290     |
| 4                   | Україна              | 104    | 80     | 63     | 247     |
| 5                   | Німеччина            | 92     | 124    | 70     | 286     |
| 6                   | Франція              | 70     | 59     | 56     | 185     |
| 7                   | Іспанія              | 52     | 64     | 69     | 185     |
| 8                   | Швейцарія            | 48     | 29     | 44     | 121     |
| 9                   | Фінляндія            | 39     | 15     | 16     | 70      |
| 10                  | Нідерланди           | 34     | 45     | 27     | 106     |
| 11                  | Греція               | 30     | 40     | 41     | 111     |
| 12                  | Чехія                | 28     | 34     | 47     | 109     |
| 13                  | Білорусь             | 26     | 33     | 25     | 84      |
| 14                  | Туреччина            | 22     | 22     | 23     | 67      |
| 15                  | Ірландія             | 22     | 14     | 18     | 54      |
| 16                  | Португалія           | 20     | 43     | 30     | 93      |
| 17                  | Італія               | 20     | 28     | 38     | 86      |
| 18                  | Литва                | 20     | 19     | 14     | 53      |
| 19                  | Болгарія             | 18     | 19     | 24     | 61      |
| 20                  | Австрія              | 15     | 22     | 13     | 50      |
| 21                  | Хорватія             | 15     | 14     | 22     | 51      |
| 22                  | Швеція               | 14     | 16     | 12     | 42      |
| 23                  | Сербія               | 14     | 13     | 17     | 44      |
| 24                  | Латвія               | 12     | 6      | 16     | 34      |
| 25                  | Данія                | 11     | 16     | 8      | 35      |
| 26                  | Азербайджан          | 10     | 8      | 7      | 25      |
| 27                  | Словаччина           | 6      | 12     | 11     | 29      |
| 28                  | Бельгія              | 6      | 9      | 9      | 24      |
| 29                  | Ісландія             | 5      | 4      | 7      | 16      |
| 30                  | Угорщина             | 4      | 5      | 10     | 19      |
| 31                  | Норвегія             | 3      | 9      | 4      | 16      |
| 32                  | Кіпр                 | 2      | 4      | 0      | 6       |
| 33                  | Словенія             | 2      | 2      | 6      | 10      |
| 34                  | Чорногорія           | 1      | 3      | 1      | 5       |
| 35                  | Румунія              | 1      | 0      | 2      | 3       |
| 36                  | Естонія              | 1      | 0      | 0      | 1       |
| 37                  | Люксембург           | 0      | 5      | 1      | 6       |
| 38                  | Сербія та Чорногорія | 0      | 2      | 2      | 4       |
| 39                  | Югославія            | 0      | 1      | 1      | 2       |
| 40                  | Молдова              | 0      | 1      | 0      | 1       |
| 41                  | Ізраїль              | 0      | 0      | 5      | 5       |
| 42                  | Боснія і Герцеговина | 0      | 0      | 1      | 1       |
| Загалом (42 збірні) | Загалом (42 збірні)  | 1157   | 1153   | 1052   | 3362    |

* У 2005 році на Чемпіонаті Європи з легкої атлетики IPC Австралія, Бразилія, Канада, Китай, Іран, Японія, Йорданія, Саудівська Аравія та Об’єднані Арабські Емірати були гостями чемпіонату та вигравали медалі для своєї країни відповідно.